# O Pesadelo (filme de 2015)
O Pesadelo é um documentário americano de 2015 dirigido por Rodney Ascher. O filme teve a sua estreia mundial a 26 de Janeiro de 2015 no Festival de Cinema de Sundance de 2015 e focou-se no tópico da paralisia do sono. Ascher escolheu este tema porque já lhe aconteceu no passado.
Os trabalhadores do filme inicialmente começaram a aproximar-se dos participantes através de "mensagens de grupo, vídeos do Youtube, e meia dúzia de livros que foram escritos", mas descobriram que os participantes começaram a aproximar-se deles depois da premissa do documentário ter sido anunciada.

## Sinopse
O documentário foca-se em oito pessoas que sofreram de paralisia do sono, um fenómeno onde as pessoas se encontram sem possibilidade de se mover temporariamente, falar, ou reagir a alguma coisa enquanto estão a adormecer ou a acordar. Ocasionalmente, esta paralisia é acompanhada de experiências psíquicas ou alucinações que têm o potencial de serem aterrorizantes para a pessoa. No filme, Ascher entrevista cada participante e depois tenta recriar as experiências no filme com actores profissionais.

## Elenco
- Siegfried Peters como Chris
- Steven Yvette como Homem das Sombras
- Yatoya Toy como colega de quarto de Connie
- Nicole Bosworth como namorada de Forrest
- Elise Robson como namorada de Chris
- Age Wilson como sem abrigo número 2

## Estreia
O Pesadelo estreou no Festival de Cinema de Sundance em 2015 a 26 de Janeiro de 2015 antes de ir para South by Southwest a 13 de Março. O filme entrou numa estreia teatral limitada a 5 de Junho de 2015, enquanto fazia um lançamento online.

### Recepção crítica
O filme recebeu críticas positivas no geral. Tem uma percentagem de 70% no Rotten Tomatoes, baseado em 40 críticas. No Metacritic, o filme tem pontuação de 69 em 100 baseado em 16 críticas, indicando "críticas favoráveis no geral".
O filme recebeu elogios da imprensa alternatica como Indiewire, Screen Daily e Variety, e Variety escreveu que "Misturando cabeças falantes, recriações surreais na hora de dormir e tácticas assustadoras de assalto, a peça de Ascher, o recurso não está ao mesmo nível de Room 237 mas que 'partilha com o seu precedente um afecto por historiadores excêntricos e um desejo para dar forma cinematográfica à sua imaginação negra, se isso é na verdade aquilo que são"
Shock Till You Drop marcou como o filme foi recebido no Sundance onde um espectador "chorou em gratidão do filme", e concluiu que apesar de Ascher não ter consultado cientistas profissionais ou médicos, o documentário continuava a ser eficaz a incitar terror.
IGN foi mais negativa, premiando o filme com 3.5 em 10 e dizendo "Como uma pessoa a flutuar no limiar do sono que nunca sucumbe, O Pesadelo arranha o assunto mas nunca morre."